# Александровка (Сосновоборский район)
Александровка  — упразднённая в 1988 году деревня в Сосновоборском районе Пензенской области России. Входила на год упразднения в состав Еремеевского сельсовета. Малая родина Героя Советского Союза Н. М. Дьяконова.

## География
Расположена у лесного массива и полевого болота под названием Моховое болото, в 4 км к западу от упразднённого села Кряжим, в 9 км к западу от с. Кряжимское.

## История
Основана помещиком между 1795 и 1864 гг.
В 1864 г. недалеко находился посёлок Офицерский дом 2-го Городищенского лесничества с 3 дворами и 28 жителями.
В начале XX века при деревне показаны лесные угодья имения Шагаевых.

Решением облисполкома от 27.01.1988 г. исключена из учётных данных как фактически не существующая.

### Административно-территориальная принадлежность
В 1910 г. — селение Лопуховской (3-го стана) волости Городищенского уезда, 1 община.
Входила в состав Кряжимского (1939, 1959 гг.), Еремеевского (1988 г.) сельсоветов.

### Население
В 1864 г. — 213, 1910 — 279, 1926 — 305, 1930 — 401, 1939 — 343, 1959 — 251 житель.

## Известные уроженцы
Николай Максимович Дьяконов (1925—1982), Герой Советского Союза.

## Инфраструктура
Личное подсобное хозяйство. В 1955 году действовала бригада колхоза «Путь Ленина».

## Транспорт
Просёлочные дороги. 